# Darm (Notabelnfamilie)

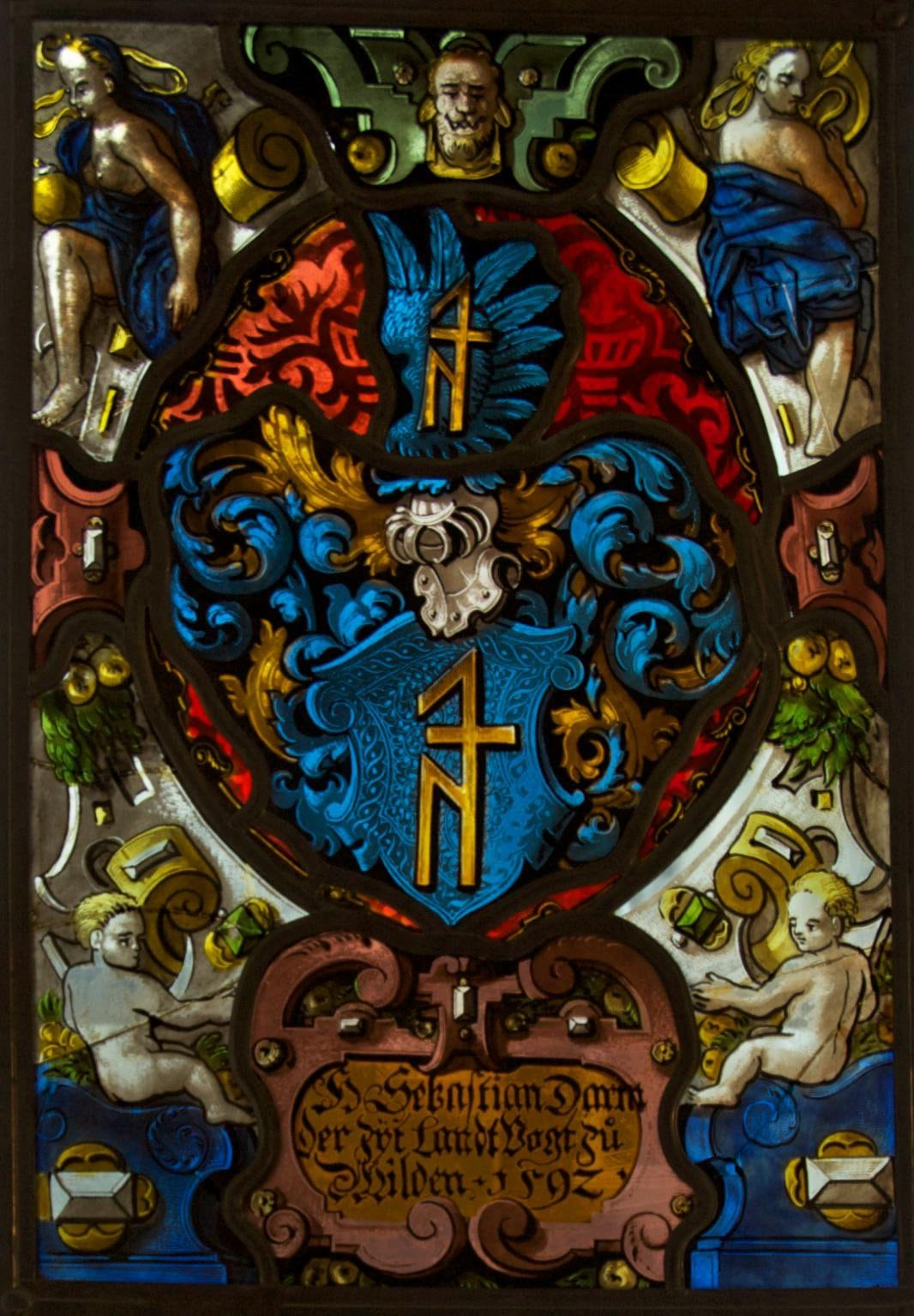
Kabinettscheibe Sebastian Darm (1592)

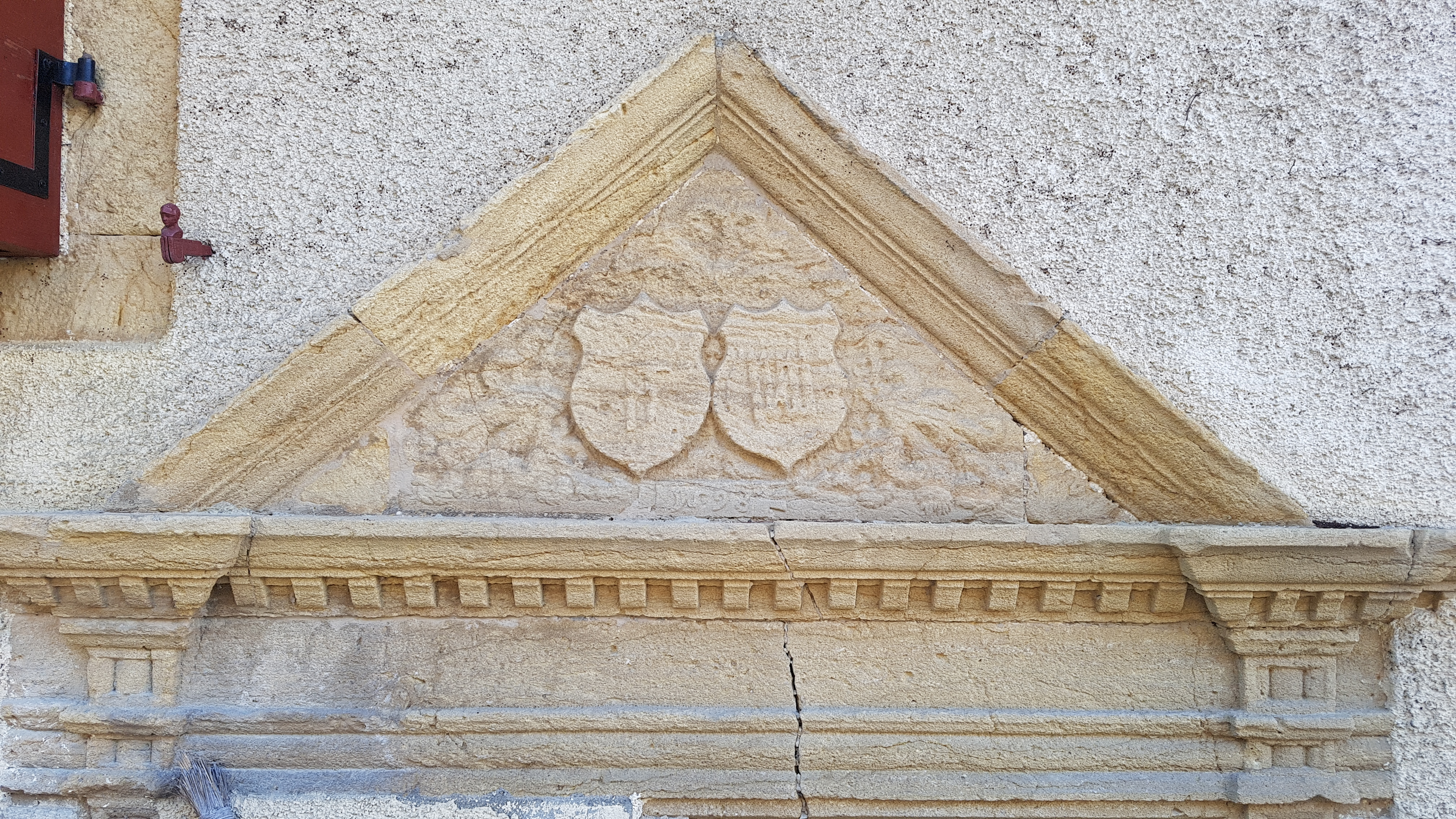
Gampelen, Stürlerhaus, Supraporte mit Allianzwappen Sebastian Darm und Elisabeth Stürler (1598)

Die Familie Darm (auch Tharm) war eine Berner Notabelnfamilie, die spätestens 1505 das Burgerrecht der Stadt Bern besass, der Gesellschaft zu Pfistern angehörte und kurz nach 1600 im Mannsstamm erlosch.

## Geschichte
Der erste, in Bern fassbare Angehörige des Geschlechts, Niklaus Darm († 1545), gehörte bereits dem Grossen Rat an und amtete als Schultheiss zu Büren an der Aare. Die Darm gingen Allianzen mit den Berner Notabelnfamilien Gantner, Im Hag, Stürler und Willading ein. In der zweiten Generation gelangte Sebastian Darm (I.) in den kleinen Rat und wurde gar Venner zu Pfistern. Durch die Heirat mit der begüterten Elisabeth Stürler wurde Sebastian Darm (II.) Gutsbesitzer zu Gampelen. Elisabeth Stürler liess sich 1605 von Sebastian Darm scheiden, nachdem dieser verarmt war und Bern verlassen hatte.

## Personen
- Niklaus Darm († 1545), Mitglied des Grossen Rats 1505, Schultheiss zu Büren 1520
- Sebastian Darm (I.) (1520–1577), Mitglied des Grossen Rats 1505, Ohmgeltner 1558, Landvogt zu Nyon 1564, Mitglied des Kleinen Rats 1565, Bauherr 1573, Venner 1569
- Sebastian Darm (II.) (1561 – ?), Mitglied des Grossen Rats 1580, Landvogt zu Moudon 1586, Landvogt zu Yverdon 1595, Mitglied des Kleinen Rats 1593

## Archive
- Schultheiss und Rat zu Bern verkaufen an Niklaus Darm, gesessen zu Bern, und an seine Gattin Katharina Subinger für 200 Rhein. Gulden einen jährlichen Zins von 10 Gulden (1499) im Katalog des Staatsarchivs Bern.
- Schultheiss und Rat zu Bern verkaufen an Dorothea Gantner, Witwe von Niklaus Darm sel., für 300 Sonnenkronen einen jährlichen Zins von 15 Kronen (1546) im Katalog des Staatsarchivs Bern.
- Kaufbrief Sebastian Darm, des Rats zu Bern, verkauft dem Stift zu Bern für 60 Pfund Bernerwährung einen Bodenzins ab seinem Gut zu Säriswil zu freiem ledigem Eigen (1568) im Katalog des Staatsarchivs Bern.